# Сельское поселение Вата
Се́льское поселе́ние Вата — муниципальное образование в Нижневартовском районе Ханты-Мансийского автономного округа Российской Федерации.
Административный центр — деревня Вата.

## История
Статус и границы сельского поселения установлены Законом Ханты-Мансийского автономного округа — Югры от 25 ноября 2004 года № 63-оз «О статусе и границах муниципальных образований Ханты-Мансийского автономного округа — Югры»

## Население
| 2010 | 2012 | 2013 | 2014 | 2015 | 2016 | 2017 |
| ---- | ---- | ---- | ---- | ---- | ---- | ---- |
| 526  | ↘507 | ↘486 | ↘473 | ↘467 | ↘461 | ↘451 |
| 2018 | 2019 | 2020 | 2021 |      |      |      |
| ↘446 | ↘444 | ↘434 | ↗675 |      |      |      |

## Состав сельского поселения
| № | Населённый пункт | Тип населённого пункта          | Население |
| - | ---------------- | ------------------------------- | --------- |
| 1 | Вата             | деревня, административный центр | ↗675      |